# Schmerzpuppe

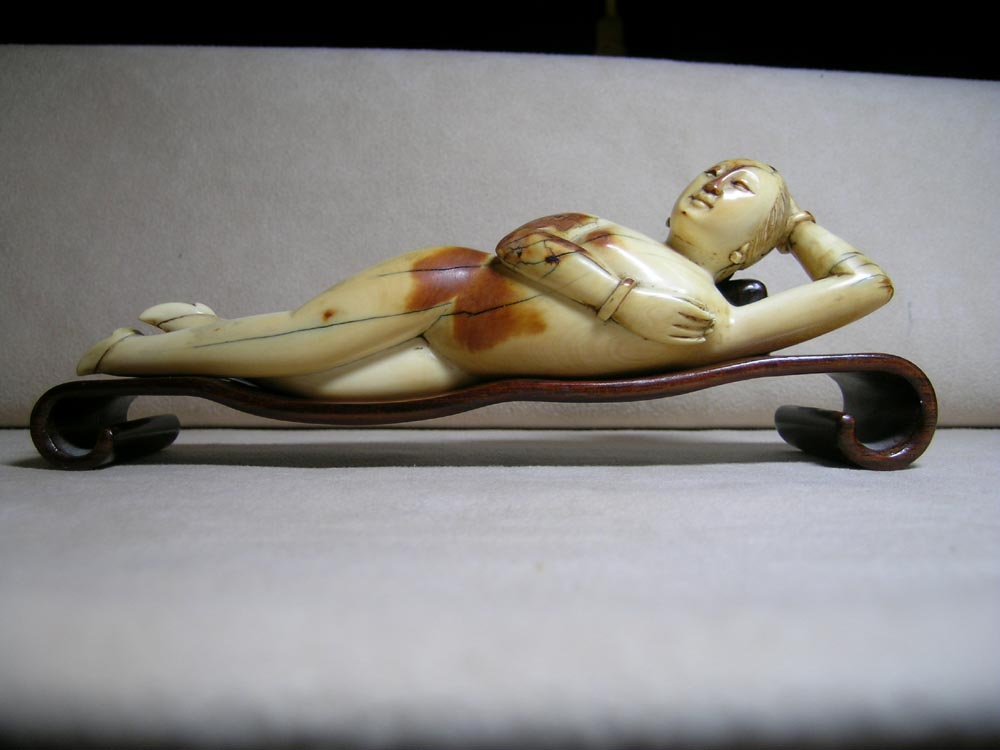
Chinesische Schmerzpuppe, 19. Jahrhundert

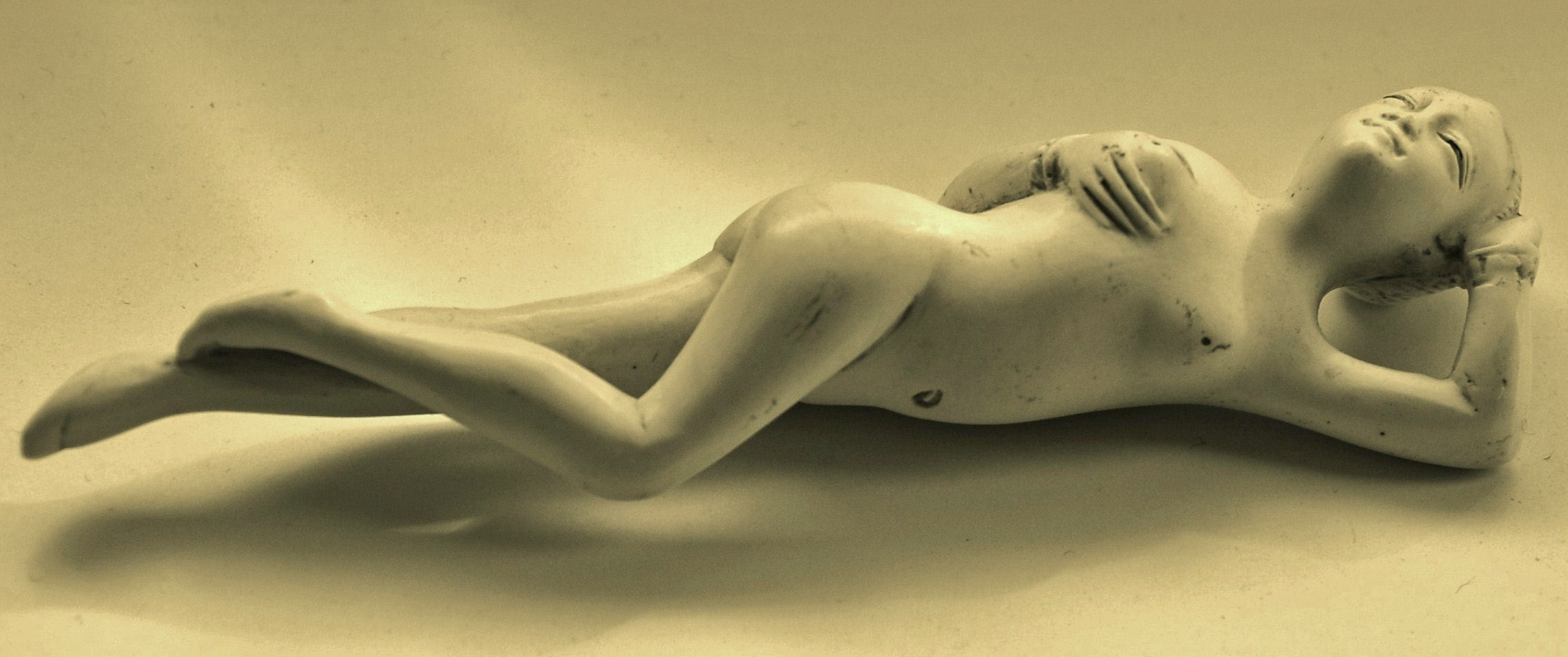
Chinesische Schmerzpuppe, 18. Jahrhundert; Museumsreplikat aus elfenbeinadäquatem Material

Eine Schmerzpuppe (auch Arztweibchen, englisch Doctor’s lady) ist eine oft kunstvoll gefertigte weibliche Akt- oder Halbaktfigur von 10 bis 25 cm Länge, derer sich Damen der chinesischen Oberschicht im Krankheitsfall als Medium zur Kommunikation mit Heilkundigen der Traditionellen chinesischen Medizin bedienten.
Zwischen etwa 1300 und 1700, zu Zeiten der Ming- und der frühen Qing-Dynastie, war es Chinesinnen aus Geboten der Sitte und des Anstands nicht erlaubt, sich vor einem Arzt zu entkleiden. Es galt zudem als undenkbar, dass die traditionell männlichen Heilkundigen Körper von Frauen betasten durften. Patientinnen ließen sich im Krankheitsfall eine Schmerzpuppe nach Hause kommen, markierten auf ihr die schmerzende Körperstelle und schickten sie per Dienstboten zum Arzt zurück. Der Bote konnte dann anhand der Figur dem Heilkundigen zeigen, wo die Dame des Hauses ihre Beschwerden hatte. Das wahrte die Anonymität gegenüber dem „unreinen Arzt“, der vielfach aus einer potentiell niederen, wenn nicht gar verachteten Bevölkerungsschicht stammte, und schützte die Schamgefühle der Patientin. Nach der Ferndiagnose des Heilkundigen kehrte der Bote mit einer entsprechenden Medizin zur Patientin zurück.
Die aus Elfenbein, Bein, Alabaster, Harz, Speckstein und Schmuckstein wie Bernstein oder Jade geschnitzten, teils unbekleideten und polierten Frauenfiguren tragen oft nur Schuhe an ihren abgebundenen Füßen und zeigen sich vielfach in elegant liegender Pose auf separaten Bettcouches, die beispielsweise aus Rosenholz gefertigt sein können. Als Haartracht arbeiteten die Künstler an vielen der Puppen sorgfältig im Nacken zusammengebundene Knoten heraus und versahen die Figuren auch mit Schmuck wie Armreifen oder Ohrgehängen. Ältere aus Elfenbein gefertigte Exponate weisen auch Vergoldungen auf. Männliche Pendants dieser Puppen sind rar, und wenn vorhanden, dann üblicherweise voll bekleidet.
Frühe Puppen weisen ausgeprägte asiatische Gesichtszüge auf; die zahlreichen meist unbekleideten Figuren des 19. und 20. Jahrhunderts tragen mehr westliche Züge und zeigen eher erotisch anmutende Posen. Letztere wurden meist zu dekorativen Zwecken für den touristischen Souvenirhandel oder für Elfenbeinsammler gefertigt, die Zahl der neuzeitlichen Fälschungen ist enorm.

## Rezeption

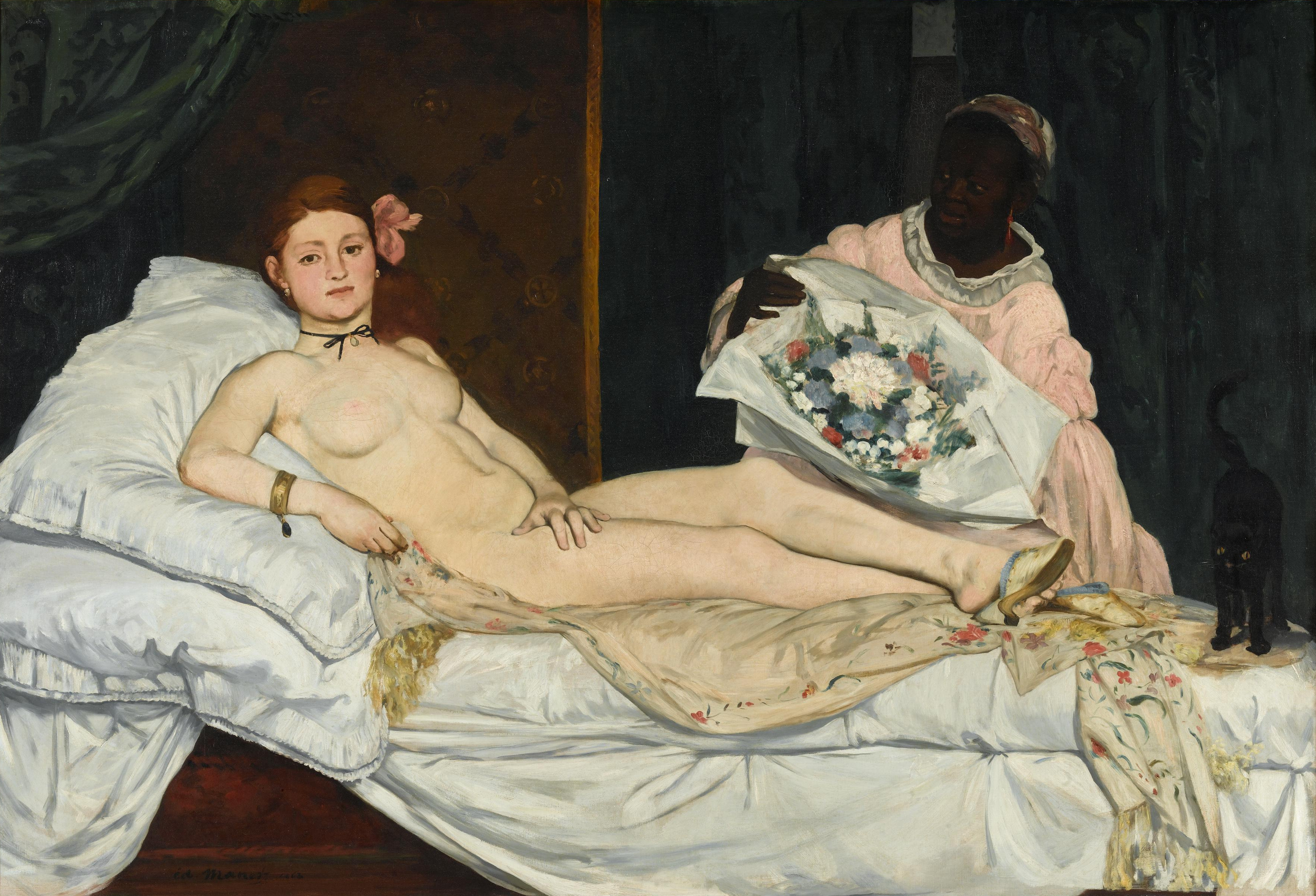
Edouard Manets Olympia, die vermeintliche Vorlage, entstand 1863.

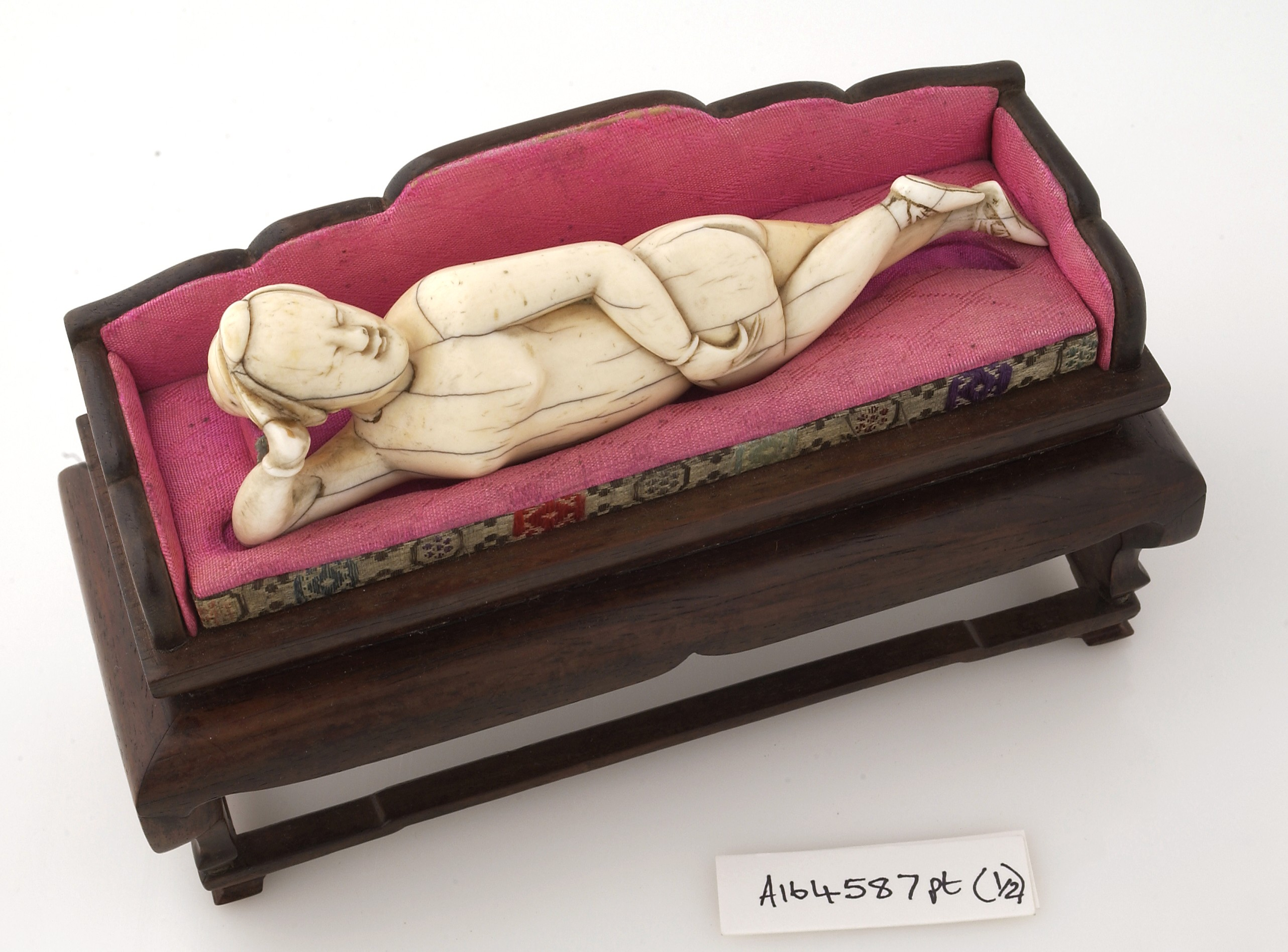
Schmerzpuppe, Wellcome Library, London.

Die Sinologen Henri Maspero und Robert van Gulik gingen davon aus, dass die Figuren als Schmerzpuppen in der Diagnose verwendet wurden.
Christine Ruggere, Kuratorin des Department of the History of Medicine an der Johns Hopkins School of Medicine in Baltimore, zog die Nutzung der Puppen für medizinische Zwecke in Zweifel und meinte, dass sie erotische Kunst darstellen.
Charlotte Furth, Professorin für Chinesische Geschichte an der University of Southern California, konnte bei ihren Studien traditioneller chinesischer Medizintexte keine Hinweise auf derartige Puppen finden. Sie teilte die von einigen Kunsthistorikern vertretene Meinung, dass die Puppen im 19. und 20. Jahrhundert als Kuriositäten in chinesischen Vertragshäfen angeboten und verkauft wurden. Die liegende Position der Figuren ähnele der auf Fotografien von chinesischen Prostituierten eingenommenen Haltung. Die Aufnahmen entstanden in Anlehnung an die westliche Vorlage von Edouard Manets Gemälde Olympia und wurden in der späten Qing-Zeit verkauft.